# Michał Czajkowski
Michał Czajkowski, född 19 september 1804 i Haltsyn, Volynien, död 19 januari 1886 i Birky vid Koselets, var en polsk-ukrainsk författare.
Czajkowski deltog med utmärkelse i polska upproret 1831, emigrerade därefter till Paris och fick 1841 av franska regeringen och furst Adam Jerzy Czartoryski ett politiskt uppdrag till Konstantinopel, där han under namnet Sadyk pascha antog islam och gifte sig med Juliusz Słowackis ungdomstycke, Ludwika Sniadecka. 
Czajkowski trädde 1851 i turkisk militärtjänst och kämpade mot ryssarna under Krimkriget. Han användes 1860 som politisk agent i Bulgarien, för att motverka den ryska panslavismen. Han antog därefter 1873 den grekisk-ortodoxa läran och tilläts återvända till sin hembygd i Ukraina, där han dog genom självmord.
Czajkowski, som stilmässigt påminner om Aleksandr Bestuzjev, skildrade i en rad av sina äventyrsromaner kosackers och sydslavers vilda och kampglada liv. Bland dessa märks Powieści kozackie (1837), Wernyhora (1838), Kirdżali (1839), Stefan Czarniecki (1840, Karl X Gustavs krig), Hetman Ukrainy (1841) och Bulgaria (1872).